# 弗里森巴赫河 (紅美因河支流)
50°3′25.5″N 11°26′54″E / 50.057083°N 11.44833°E

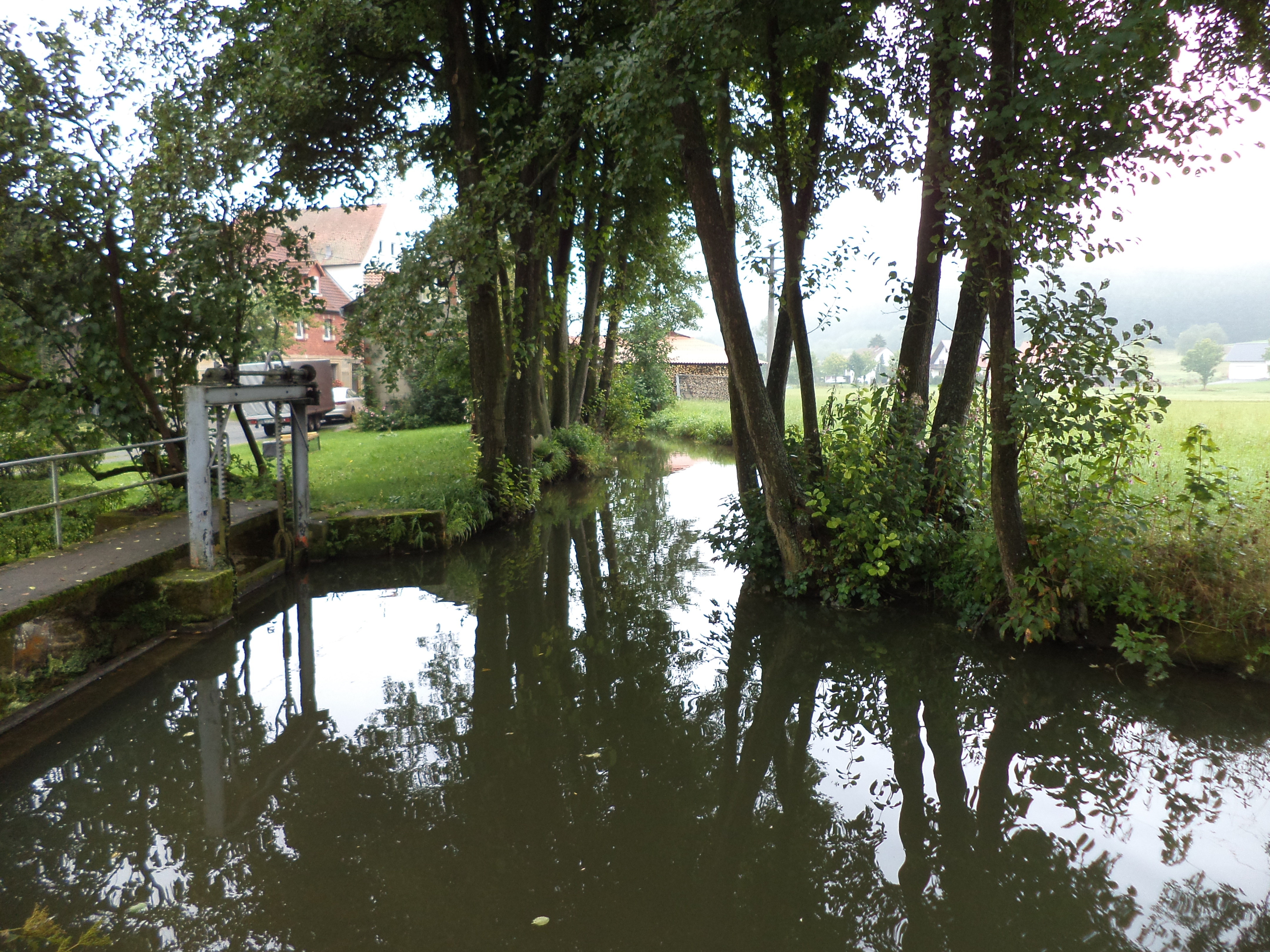

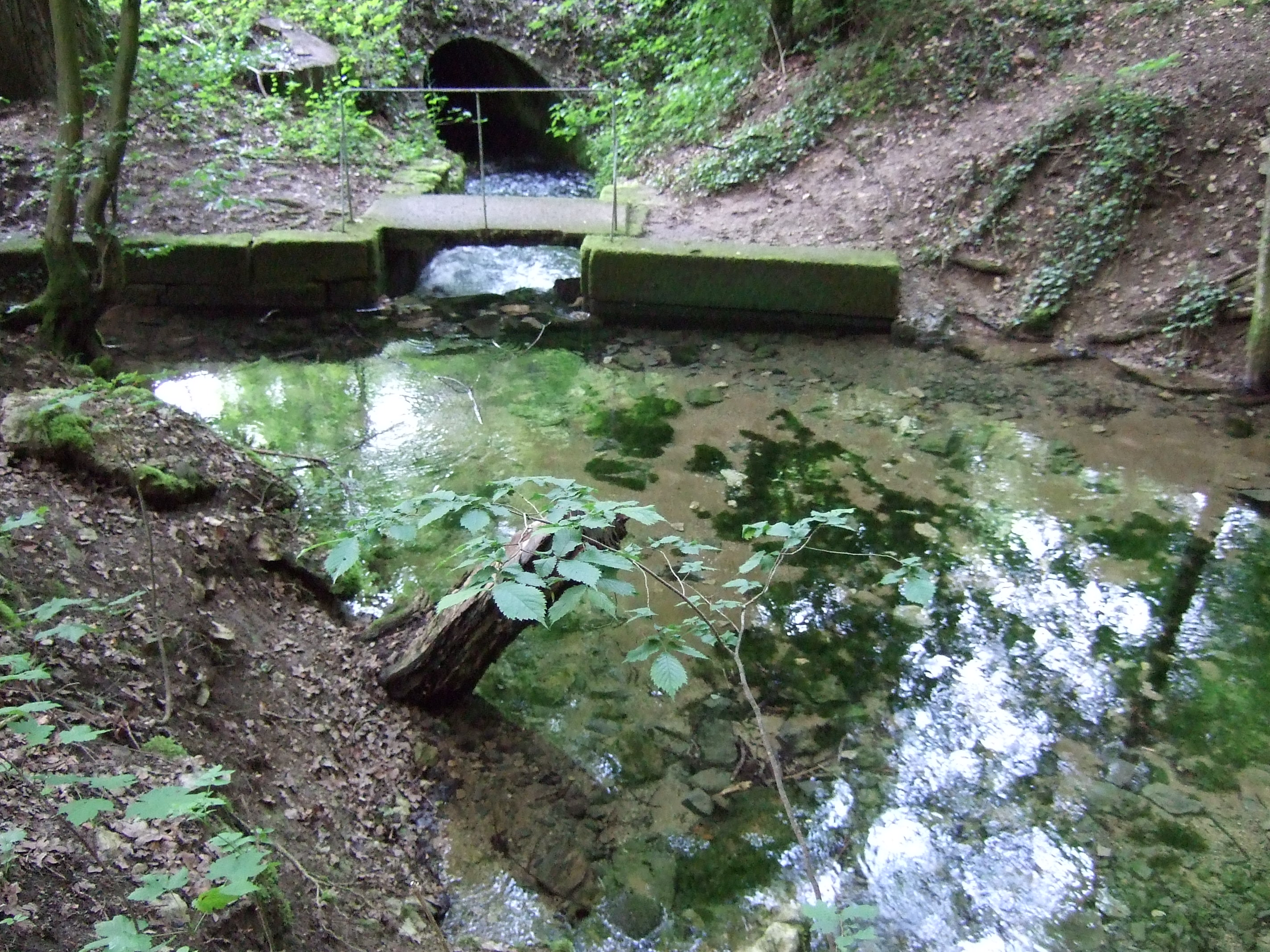

弗里森巴赫河（德語：Friesenbach），是德國的河流，位於該國東南部，由巴伐利亞負責管轄，屬於紅美因河的左支流，河道全長8.9公里，流域面積41平方公里。